# Phylloneta
Genre
Phylloneta est un genre d'araignées aranéomorphes de la famille des Theridiidae.

## Distribution
Les espèces de ce genre se rencontrent en zone holarctique.

## Liste des espèces
Selon World Spider Catalog (version 23.5, 14/09/2022) :
- Phylloneta impressa (L. Koch, 1881)
- Phylloneta pictipes (Keyserling, 1884)
- Phylloneta sisyphia (Clerck, 1757)

## Systématique et taxinomie
Ce genre a été décrit par Archer en 1950 comme un sous-genre d'Allotheridion. Il est élevé au rang de genre par Wunderlich en 2008.

## Publication originale
- Archer, 1950 : « A study of theridiid and mimetid spiders with descriptions of new genera and species. » Alabama Museum of Natural History Paper, vol. 30, p. 1-40.